# Турнир сорт
Турнир сорт је алгоритам за сортирање. Унапређује наивно сортирање селекцијом користећи приоритетни ред ради налажења следећег елемента у низу. Сортирањем селекцијом, потребно је O(n) операција како би се одабрао идући од n елемената; у турнир сортирању, потребно је O(log n) операција (након креирања почетног турнира у времену O(n)). Турнир сорт је варијација хипсорта.

## Честа имплементација
Сортирања селекцијом за замену турнира се користе како би се прикупила почетна стања за спољашње алгоритме за сортирање. Концептуално, спољашња датотека се чита, и њени елементи се стављају у приоритетни ред док се он не напуни. Онда се минимални елемент извади из реда и означи се као део првог круга. Следећи улазни елемент се чита и ставља у ред, и минимум се поново бира и ставља у круг. Ако је нови елемент, који се ставља у ред, мањи од последњег елемента који је додат у круг, онда се вредност сортирања елемента увећа, тако да он буде део следећег круга. У просеку, круг ће бити 100% дужи него капацитет приоритетног реда.
```
import
 
Data.Tree

-- | Adapted from `TOURNAMENT-SORT!` in the Stepanov and Kershenbaum report.

tournamentSort
 
::
 
Ord
 
t

       
=>
 
[
t
]
  
-- ^ Input: an unsorted list

       
->
 
[
t
]
  
-- ^ Result: sorted version of the input

tournamentSort
 
alist

        
=
 
go
 
(
pure
<$>
alist
)
 
-- first, wrap each element as a single-tree forest

 
where
 
go
 
[]
 
=
 
[]

       
go
 
trees
 
=
 
(
rootLabel
 
winner
)
 
:
 
(
go
 
(
subForest
 
winner
))

        
where
 
winner
 
=
 
playTournament
 
trees

-- | Adapted from `TOURNAMENT!` in the Stepanov and Kershenbaum report

playTournament
 
::
 
Ord
 
t

         
=>
 
Forest
 
t
 
-- ^ Input forest

         
->
 
Tree
 
t
   
-- ^ The last promoted tree in the input

playTournament
 
[
tree
]
 
=
 
tree

playTournament
 
trees
 
=
 
playTournament
 
(
playRound
 
trees
 
[]
)

-- | Adapted from `TOURNAMENT-ROUND!` in the Stepanov and Kershenbaum report

playRound
 
::
 
Ord
 
t

       
=>
 
Forest
 
t
 
-- ^ A forest of trees that have not yet competed in round

       
->
 
Forest
 
t
 
-- ^ A forest of trees that have won in round

       
->
 
Forest
 
t
 
-- ^ Output: a forest containing promoted versions

                   
--   of the trees that won their games

playRound
 
[]
 
done
 
=
 
done

playRound
 
[
tree
]
 
done
 
=
 
tree
:
done

playRound
 
(
tree0
:
tree1
:
trees
)
 
done
 
=
 
playRound
 
trees
 
(
winner
:
done
)

 
where
 
winner
 
=
 
playGame
 
tree0
 
tree1

-- | Adapted from `TOURNAMENT-PLAY!` in the Stepanov and Kershenbaum report

playGame
 
::
 
Ord
 
t

         
=>
 
Tree
 
t
  
-- ^ Input: ...

         
->
 
Tree
 
t
  
-- ^ ... two trees

         
->
 
Tree
 
t
  
-- ^ Result: `promote winner loser`, where `winner` is

                    
--   the tree with the *lesser* root of the two inputs

playGame
 
tree1
 
tree2

    
|
 
rootLabel
 
tree1
 
<=
 
rootLabel
 
tree2
  
=
 
promote
 
tree1
 
tree2

    
|
 
otherwise
                           
=
 
promote
 
tree2
 
tree1

-- | Adapted from `GRAB!` in the Stepanov and Kershenbaum report

promote
 
::
 
Tree
 
t
  
-- ^ The `winner`

        
->
 
Tree
 
t
  
-- ^ The `loser`

        
->
 
Tree
 
t
  
-- ^ Result: a tree whose root is the root of `winner`

                   
--   and whose children are:

                   
--   * `loser`,

                   
--   * all the children of `winner`

promote
 
winner
 
loser
 
=
 
Node
 
{

    
rootLabel
 
=
 
rootLabel
 
winner
,

    
subForest
 
=
 
loser
 
:
 
subForest
 
winner
}

main
 
::
 
IO
 


main
 
=
 
print
 
$
 
tournamentSort
 
testList

 
where
 
testList
 
=
 
[
0
,
 
1
,
 
2
,
 
3
,
 
4
,
 
5
]

```

## Турнир
Име долази из његове сличности са елиминационим турниром у коме више играча или тимова играју у "један на један" мечевима где губитник испада из турнира, а победник иде у следећи круг. Процес се наставља до финалног меча, који одлучује победника турнира. Турнир даје најбољег играча, али играч који је изгубио у финалу не мора бити други најбољи, већ може бити и лошији од других играча које је победник избацио из турнира.